# Margrethe Vullum
Rota Margrethe Vullum (født Lehmann, senere gift Rode, født 14. februar 1846 i København, død i 14 . august 1918 smstds.) var en dansk-norsk forfatter, underviser og kvindesagsforkæmper, bosat i Norge 1879–1914 .
Hun var datter af den danske politiker Orla Lehmann, og var gift med den danske forfatter Gotfred Rode fra 1866 til 1877. Efter Rodes død giftede hun sig med den norske journalist Erik Vullum. I sit første ægteskab med fik hun to sønner, politikeren Ove Rode og digteren Helge Rode, kendt for sangen Der er ingenting i verden så stille som sne. Hun grundlagde sammen med sin første ægtemand folkehøjskolen Skovgaard, hvor hun underviste i kunsthistorie. Efter at hende og en af skolens elever Erik Vullum havde indledt et forhold, anmodede hun i 1876 om separation fra Rode. Fra 1877 – 1878 boede hun i Paris, som korrespondent for Aftonbladet og Dagbladet.
Efter Gotfreds Rodes død i 1879 flyttede hun med sine to sønner til Norge og giftede sig sammen år med Vullum ved et bryllup der fandt sted på i Bjørnstjerne Bjørnsons hjem, Aulestad. I Norge blev hun Dagbladets første faste kvindelige medarbejder. Hun skrev kunst- og litteraturanmeldelser, og senere også kritiske indlæg om kvindesagen. De sidste blev også stilet til det nyopprettede tidsskrift Nylænde. Hun var ifølge Irene Iversen en ''selvstændigt og autoritativ'' litteraturkritiker, som blandt anden vakte opsigt da hun i Verdens Gang skrev en begejstret omtale af Christian Krohgs Albertine.
Hun meldte sig ind i Venstre, bistod i etableringen af Norsk Kvindesagsforening i 1884, stod bag de første kvindestrejker i 1889, og stod derudover i spidsen for Norsk Fyrstikkpakkerforening. Hun deltog i stiftelsen af Frisinnede Venstre i 1909 .
Ægteparret Vullum levede et ustabilt liv, i lang tid baseret på hendes svindende formue og få faste indkomster. De boede i Valdres, på Askø, og flere steder omkring Østlandet. Mellem 1898 – 1905 boede parret i udlandet, blandt andet Italien. I 1912 slog de sig ned i Lillehammer, hvor de blev en del af byens kulturelle elite. Han døde i 1916, hvorefter hun flyttede tilbage til København. De ligger begravet side ved side på Lillehammer kirkegård. Hendes begravelse blev arrangeret af Landkvindestemmeretforeningen og Norske Kvinders Sanitetforening.